# Јужни Споради
Јужни Споради (грч. Nóties Sporádes) су група острва у Егејском мору дуж његове источне обале. Она укључују острва Додеканеза и нека севернија острва (Самос, Икарија, а некад и Лезбос и Хиос). Иако су ова острва много ближа данашњој Турској она припадају Грчкој.
Најпознатија острва из групе Јужних Спорада су:
- Родос
- Кос
- Самос
- Хиос
- Лезбос

## Погледдати још
- Додеканез
- Северни Споради